# 关头乡
关头乡是中国陕西省咸阳市乾县下辖的一个乡。

## 行政区划
关头乡下辖以下行政区：
桥北村、淡头村、佛头村、桥南村、鹞子村、柿园村、永久村